# Kostelník
Kostelník (též sakristán z latinského sacristianus) je člověk, který se stará o kostel a zvláště o sakristii, roucha kněží či ministrantů, obřadní nádoby apod. 

## Charakteristika
Původně musel být kostelníkem duchovní nižšího svěcení, podle směrnic tridentského koncilu. V klášterech bývá praxe, že kostelníka dělá jeden z řeholních bratří. Kostelník obvykle také kostel zpřístupňuje i mimo obřady, v kostele uklízí a provádí další činnosti správce nemovitosti.